# Tesoro de Los Almadenes
El Tesoro de Los Almadenes es un conjunto de varias piezas ibéricas, datadas a finales del siglo II a. C., encontradas casualmente en 1926 por una familia de agricultores en sus tierras de labor en la zona del Cerro del Peñón (Alcaracejos), cerca de la Mina de Almadenes, de donde recibe su nombre. Actualmente se expone en el Museo Arqueológico de Córdoba. 

## Historia
El hallazgo fue narrado en el Boletín de la Real Academia de Córdoba unos años después del descubrimiento:

En 1925 arando Manuel Fernández, de Villaralto, sus tierras del Cerro del Peñón [Alcaracejos], notó que la reja había trabado y sacado medio al descubierto una olla metálica, pero creyendo que sería una de tantas de hierro que los mineros suelen tirar por inservibles, no dio importancia al caso. Al año siguiente [1926], sus hermanas Otilia y Catalina, que apacentaban el ganado en ese mismo lugar, se decidieron a desenterrar la olla y valiéndose de sus cayados experimentaron la sorpresa de hallar en ella, muy corroídas por la acción del tiempo, multitud de monedas y objetos de luciente plata.
Samuel de los Santos. Boletín de la Real Academia de Córdoba, 1928.

Los agricultores vendieron las piezas al subdelegado de Farmacia en Pozoblanco Moisés Moreno Castro quien, a mediados de julio de 1928, las entregó a Antonio Carbonell para su conservación en el Museo Arqueológico y Etnológico de Córdoba. El director del museo, Samuel de los Santos, registró este conjunto de piezas erróneamente como «tesoro de Pozoblanco», posiblemente porque los términos municipales de la comarca de Los Pedroches habían sido configurados recientemente en 1909, por lo que muchas publicaciones identificaron erróneamente su origen en este municipio, aunque su origen es Alcaracejos.
En 1929 fue expuesto en el Palacio Nacional de Montjuic durante la Exposición Internacional de Barcelona.

## Piezas del tesoro

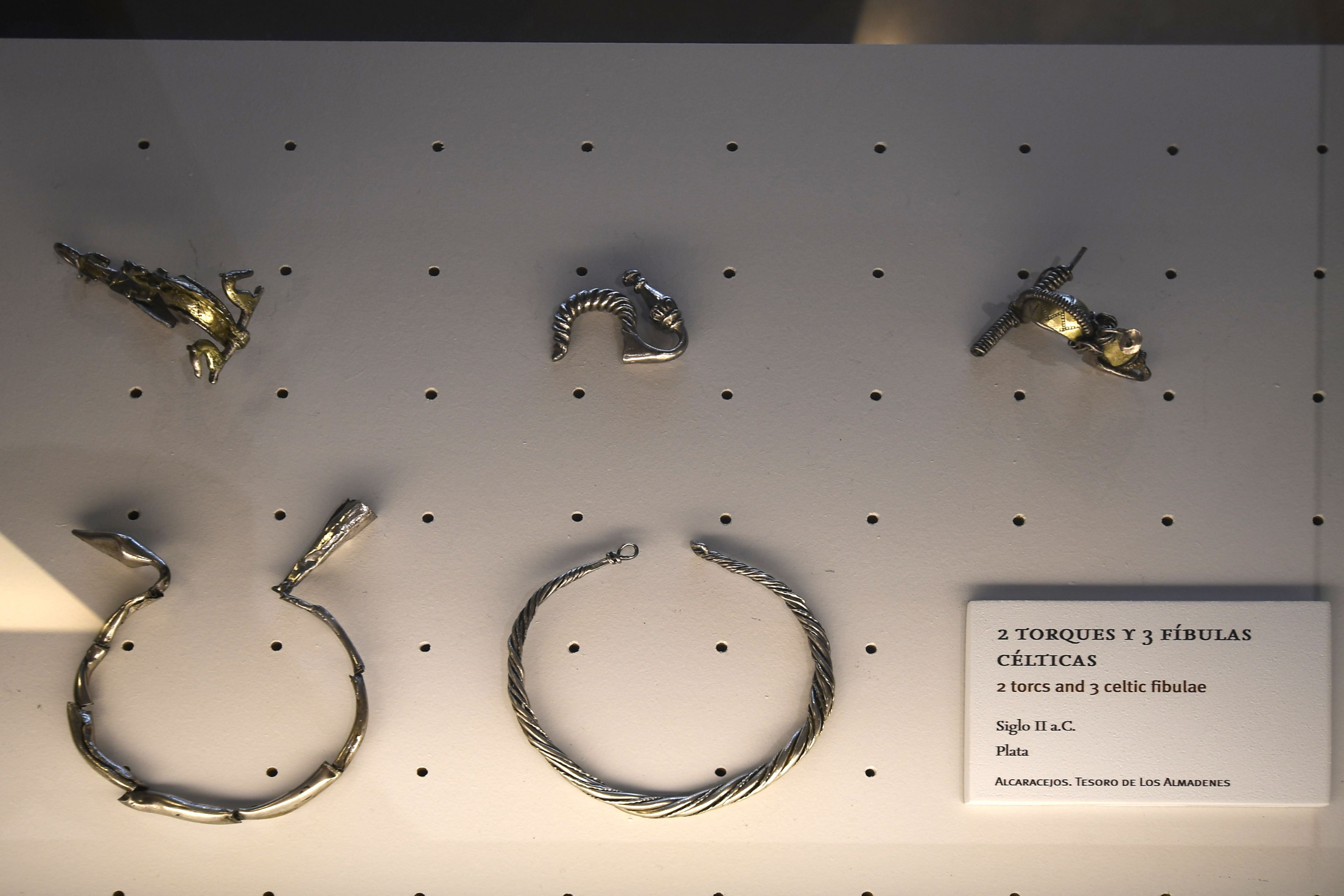
Algunas piezas del tesoro expuestas en el Museo Arqueológico de Córdoba.

- Alrededor de 200 monedas, la mayoría denarios de la serie republicana de la ceca de Roma, a excepción de cinco ibéricos procedentes de las cecas de Arsaos, Bolskan, Kalkusken, Iltirta y Turiaso.[1]
- 7 vasos.[1]
- 7 fíbulas.[1]
- 2 torques.[1]
- 8 placas circulares.[1]
- Anillos y pulseras.[1]